# Vidimo se u čitulji
Vidimo se u čitulji  (hr. Vidimo se na osmrtnici) je srpski dokumentarni film iz 1994. čiji su autori Aleksandar Knežević i Vojislav Tufegdžić; tehnički dio filma režirao je Janko Baljak. Temelji se na knjizi Kriminal koji je izmenio Srbiju, Aleksandra Kneževića i Vojislava Tufegdžića, film govori o naglom porastu kriminala u Srbiji tijekom Domovinskog rata u Hrvatskoj i Bosni i Hercegovini. Film sadrži dijelove intervjua koji su vođeni s kriminalcima i policijom 1990-ih godina, uz prikaz fotografija na kojima se vide vođe i članovi kriminalnih bandi.

## Sadržaj
Film priča o takozvanim „momcima sa vrelog asfalta“ — prijestupnicima koji otvoreno pričaju o svom životu, predstavljajući sebe kao verziju modernog Robina Hooda.
Film govori o mladim ljudima, koji se u ratom pogođenoj zemlji, povode za lakim stjecanjem novca koji im može pružiti raskoš i zadovoljstvo, nasuprot siromaštva, neizvjesnosti i straha. Sve to im nudi članstvo u nekoj od bandi. Grebenarević, jedan od najmlađih aktera, to ovako objašnjava:
»Obični smrtnici. To, pa to su normalni ljudi, koji, ovaj, žive jedan, kako da kažem, normalan život, razumeš. A mi ih nazivamo obični smrtnici, zato što, što, kažem da to što mi doživimo u jednom danu, oni ne dožive za ceo svoj život. Znači nema šanse oni nikad da dožive ni toliko uzbuđenja ni razočarenja, ni lepote, ni ružnih stvari u celom svom životu, koliko mi doživimo u jednom danu.«
Film gledateljima pruža direktan uvid u balkansko podzemlje, jer sami kriminalci pričaju o kriminalu u Srbiji, ocjenjujući njegove pozitivne i negativne strane. Posljednje scene filma prikazuju pokop trojice intervjuiranih koji su ubijeni tijekom snimanja filma.

## Zanimljivosti
Autor i scenarista Aleksandar Knežević se zamonašio i kao monah Romilo živi u manastiru Hilandaru. O. Romilo se trenutno nalazi na doktorskim studijama iz teologije na Balliol Collegu Sveučilišta u Oxfordu. Knežević je također autor knjige "Vreme i saznanje; Teološko čitanje Marsela Prusta", u izdanju Instituta za teološka istraživanja Pravoslavnog teološkog fakulteta u Beogradu, 2011. (knjiga predstavlja magistarski rad, obranjen na Katedri za Opću književnost i teoriju književnosti Filološkog fakulteta u Beogradu 2010).

## Vanjske poveznice
- Vitezovi asfalta otišli u zaborav („Alo“, 13. jun 2010)  Arhivirana inačica izvorne stranice od 13. lipnja 2010. (Wayback Machine)
- Nekrolog izbeglo devetoro od 19 aktera filma „Vidimo se u čitulji“ („Blic“, 28. maj 2012)  Arhivirana inačica izvorne stranice od 18. listopada 2014. (Wayback Machine)